# Сорока (Чортківський район)

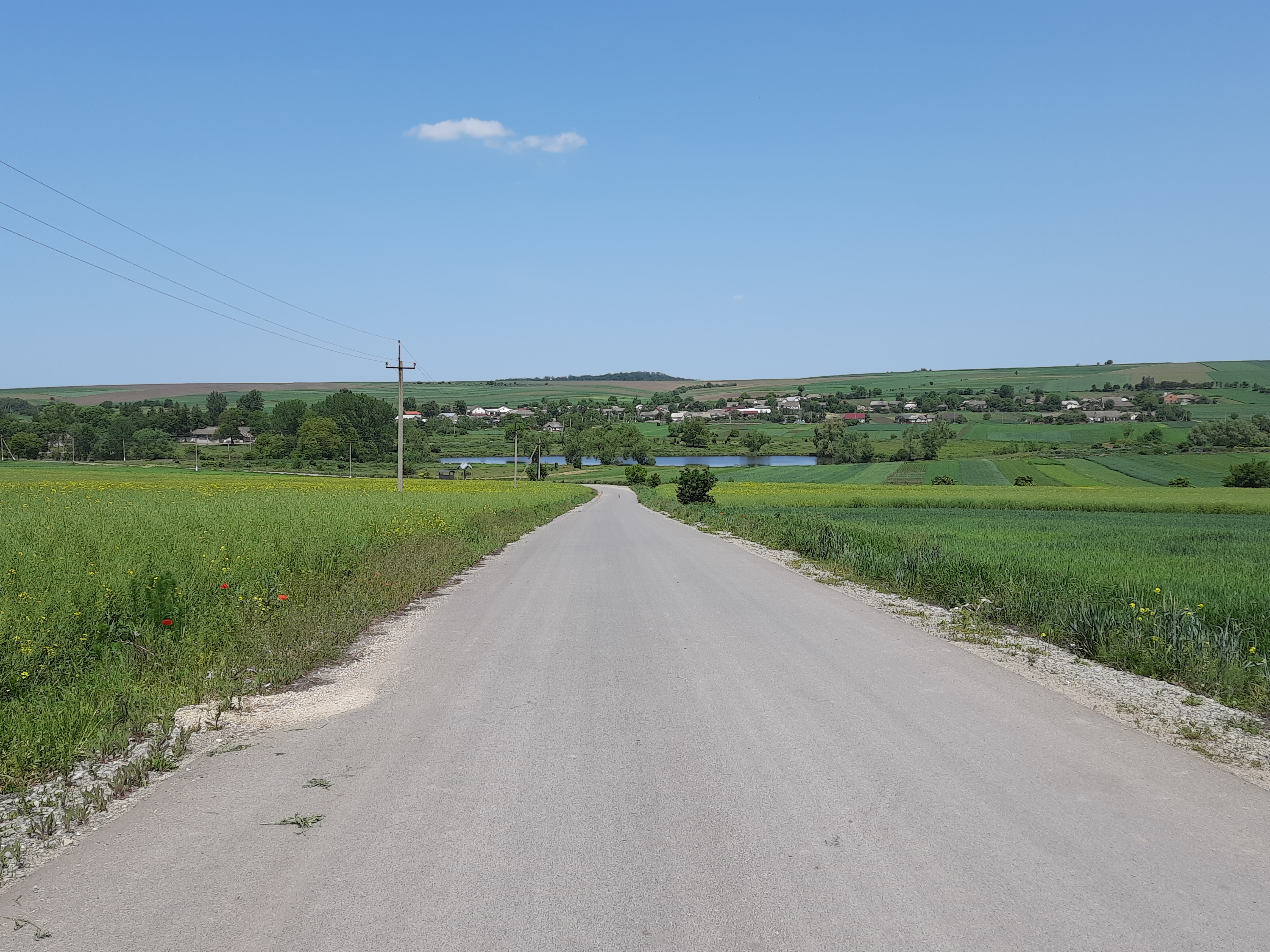
Дорога на село

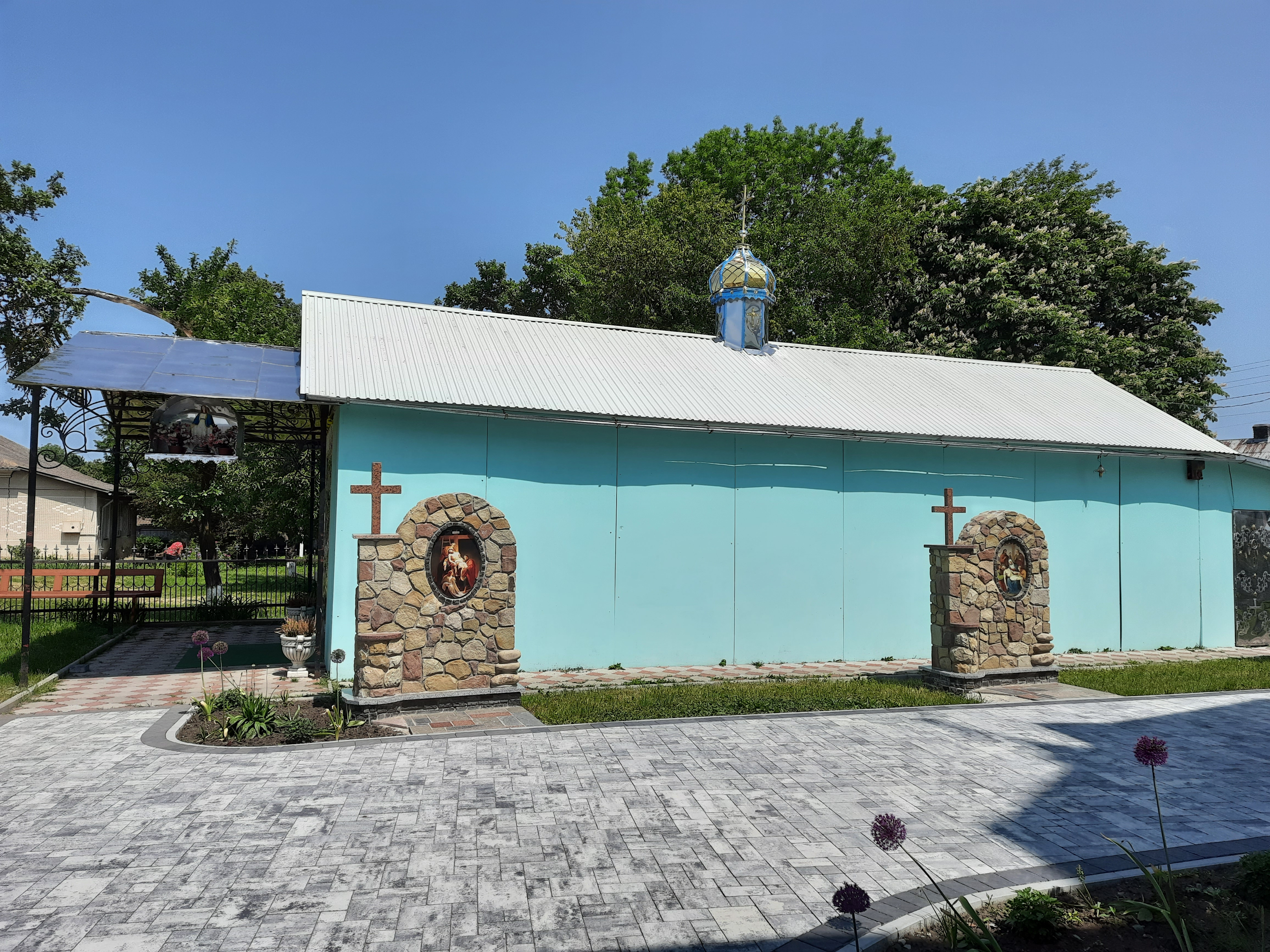
Церква святого великомученика Димитрія (1995, УГКЦ)

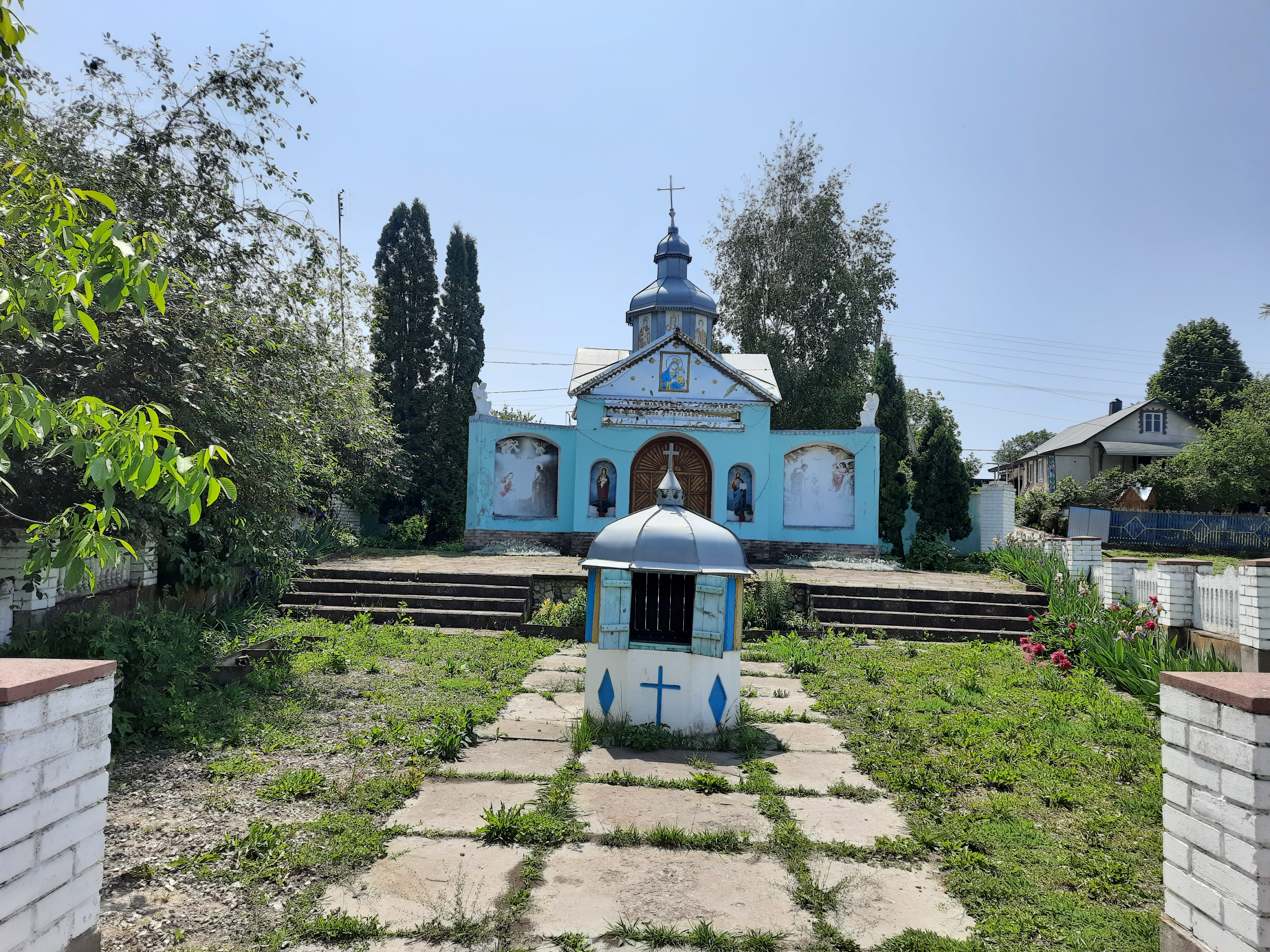
Каплиця

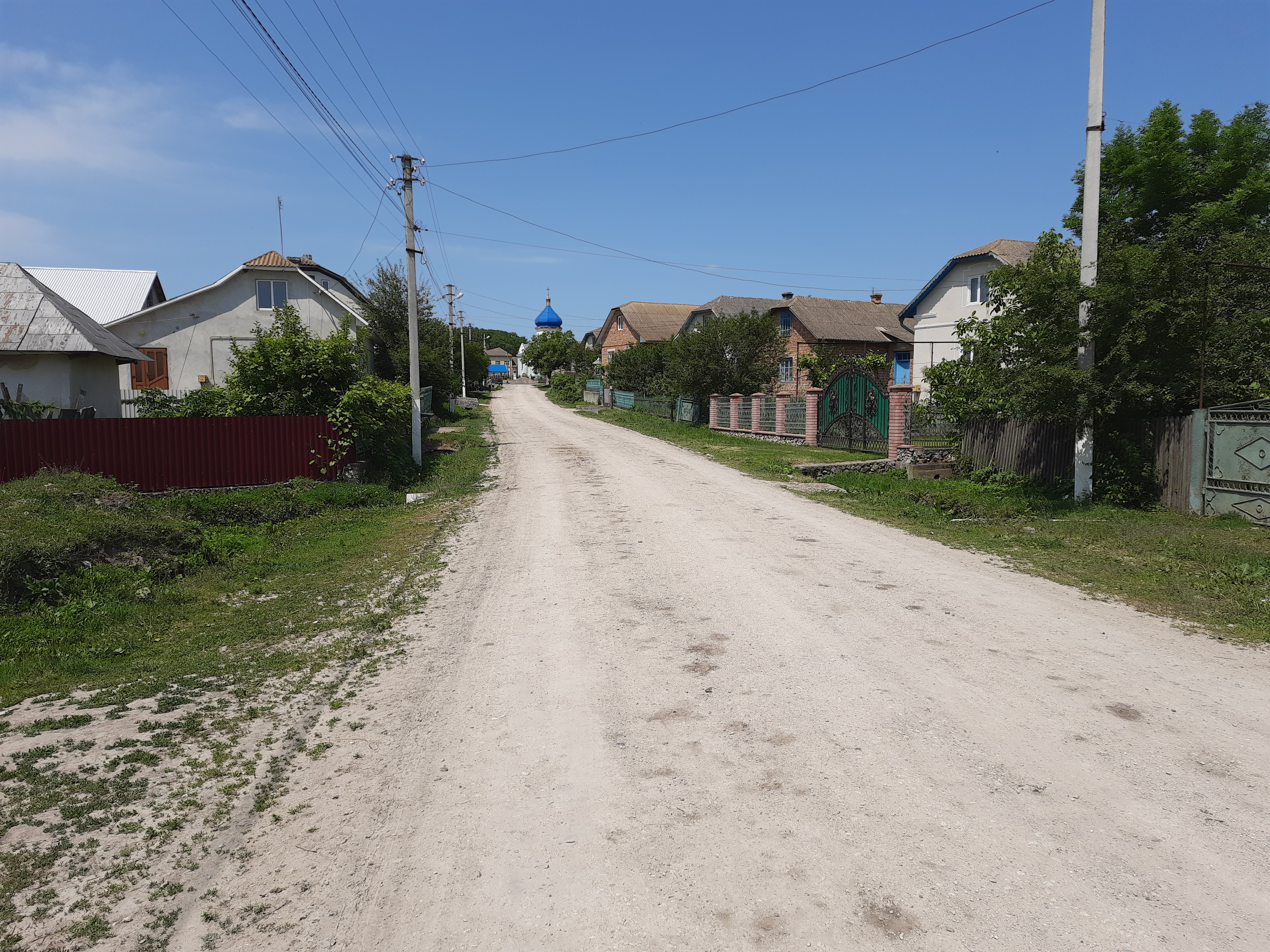
Сільська вулиця

 Соро́ка — село в Україні, у Хоростківській міській громаді Чортківського району Тернопільської області. До 2015 центр сільської ради (голова — Волох Марія Петрівна).
Розміщене на півночі  району за 27 км від  селища Гусятин. Населення — 836 чоловік.

## Географія
Через село тече річка Черниця, права притока Гнилої.

## Історія
Назва села, за переказами походить від прізвища першого поселенця — козака на прізвище Сорока. За іншими переказами село назвали через місцевість у якій гніздилося багато птахів сорок.
Перші згадки людей про Сороку як поселення починаються десь з початку 17 століття. Це було невеличке поселення у низовині порослій чагарником, яку перетинали кілька струмочків води.
З переказів відомо, що мешканці поселення займалися, в основному, обробітком землі. Основні культури, які селяни вирощували — жито, картопля, фураж для коней, конопля для виробництва домотканого полотна. В селі були ковалі, ткачі, шевці, столяри, пасічники.
Розпорядженням Ради міністрів вилучено 1 квітня 1929 р. сільську гміну (самоврядну громаду) Сорока зі Скалатського повіту і приєднано до Копичинецького повіту.
1 серпня 1934 року в рамках адміністративної реформи село включене до об'єднаної гміни (волості) Хоростків.
На 1 січня 1939-го в селі з 1210 жителів було 1000 українців-греко-католиків, 115 українців-латинників, 15 поляків і 80 польських колоністів міжвоєнного періоду.

### «Коротка історія Грималова і сіл судового Грималівського округа»
Автор книжки: Іван Крип'якевич

Упорядник: Гриць Олійник

(Стор. 122—124)

Передрукував Павло Хомів.

Викладено із збереженням мови, граматики, стилістики і пунктуації.

Сорока (Soroka), село положене 16 км на полудне від Грималова, над потічком без назви.
Орієнтаційні назви села: коло церкви, за ставом, на Дубковецькім, клекоти, і чернече, де мав бути колись монастир.
Орієнтаційні назви піль: городи, березинки, від Дубковець, конфедератки, Леськова долина, клекоти, чернеча, Яцкова.
Мешканців має Сорока понад 1500 д., з того греко-католиків понад 1000 д., римокатоликів около 500 д., а жидів зовсім нема.
Давніші мешканці села уживають як розговірної української мови; лише повоєнні поселенці з околиць Кракова уживають польської мови.
Українську школу перемінено на польську по війні, а деклярації за українською школою не мали тут ніякого успіху.
Перед війною була тут школа найкраще ведена в повіті управителем Осипом Рощаковським, котрий остає тут і тепер.
На місці нинішньої Сороки була вже оселя у передісторичні часи. В селі знайдено кам'яні сокири і глиняні прикраси.
З минулого Сороки знаємо дуже мало. Село належало колись до графів Борковських, пізніше до гр. Вітковського, Пінінського і до недавна до Семенського.
Панщина мала бути тут дуже тяжка, панські гайдуки дуже знущалися над народом. По знесенню панщини засновано тут т. зв. тривіяльну школу 1852 р., а першим учителем в ній був Хамуляк. Школу муровану виставлено 1878 р.
Двірські ґрунта резпарцельовано між кольоністів мазурів з околиць Кракова, які намагаються надати Сороці зовсім польський характер, покищо не дуже успішно.
В 18. в. Сорока була окремою парохією, в 1843. р. була прилучена до Дубковець, а тепер знова є окремою парохією. Церква в селі мурована.
Культурний розвиток село завдячує о, Ігнатови Гальці (1653—1903. р.). Він навчив селян тверезости і ощадности, але рівночасно увів між них москвофільство, яке і донині в Сороці не перевелося.
Один з мешканців Стефан Ольховецький, що часто їздив до Росії, заснував ще до війни в Сороці православний жіночий монастирець, а його монахині ширили православіє так, що деякі із сорочанських селян прийняли православіє. Щойно війна вилічила багатьох із цего москвофільства, а то завдяки о. о. Іванови Пачовському, о. Миколі Семенюкови та вкінці о. Миколі Цегельському.
Все-ж таки істнує і тепер в Сороці читальня ім. Качковського і кооператива «Наш труд». До цих установ належить около четвертина збаламучених місцевих селян, прочі, як свідомі українці, належать до читальні «Просвіти» основаної ще 1903 р., відновленої 1924 р. і до Госп. Спож. Спілки «Віра», основаної 1929 р. Обі ті установи щораз краще розвиваються і перетягають до себе щораз то більше членів з москвофільських установ.
Перед війною була тут також каса позичкова типу Ранфайзена, якої по війні не відновлено.
За москвофільство були вивезені із Сороки до Талєргофу Іван Гнатів, брати: Яків, Василь, Теодор і Ілько Ольховецькі; Домів вернув лише Іван Гнатів.
Мешканці Сороки займаються рільництвом і є спокійної вдачі. По партійній приналежности незначна часть із них завзяті москвофіли, а прочі є прихильниками «Унда» і націоналістичного табору.
Знатнішими господарями в селі є: Кость Козоріз, Матвій Диць, Онуфрей Федорів, Ілько Диць, Павло Музичка, Микита Тешнер, Антін Гриньків і Іван Музичка.
Парохом є тепер о. Микола Цегельський.

12 червня 2020 року, відповідно до розпорядження Кабінету Міністрів України № 724-р «Про визначення адміністративних центрів та затвердження територій територіальних громад Тернопільської області» увійшло до складу Хоростківської міської громади.
19 липня 2020 року, в результаті адміністративно-територіальної реформи та ліквідації Гусятинського району, село увійшло до складу новоутвореного Чортківського району.

## Політика

### Парламентські вибори, 2019
На позачергових парламентських виборах 2019 року у селі функціонувала окрема виборча дільниця № 610251, розташована у приміщенні будинку культури.
Результати
- зареєстровано 572 виборці, явка 72,38%, найбільше голосів віддано за «Слугу народу» — 47,79%, за Радикальну партію Олега Ляшка — 16,67%, за «Європейську Солідарність» — 10,78%.[5] В одномандатному окрузі найбільше голосів отримав Ігор Сопель (Слуга народу) — 53,00%, за Миколу Люшняка (самовисування) — 17,00%, за Володимира Бліхаря (Всеукраїнське об'єднання «Батьківщина») — 7,50%[6].

## Релігія

Сільська церква св. Димитрія

- церква святого великомученика Димитрія Солунського (1906, мурована, ПЦУ),
- церква святого великомученика Димитрія (1995, УГКЦ)

До 1890 року існувала невеличка дерев'яна церква, яка, за деякими переказами була демонтована у селі Ілавче, Теребовлянського району, і змонтована в Сороці. Після будівництва нової церкви в кінці XIX ст. на базі старої церкви та прицерковних будівель було засновано жіночий монастир, який проіснував недовго.
Церкву святого Димитрія, яка існує сьогодні, селяни побудували з ініціативи та під керівництвом священика Гната (Ігната) Гальки та місцевого дяка Гудз Григорія. Пізніше, священиком і настоятелем храму св. Димитрія став Микола Цегельський (проголошений блаженним священномучеником). Для села він був більше, ніж просто священиком. Під його керівництвом у Сороці реконструйовано храм, збудовано будинок читальні «Просвіта», засновано ряд громадських, молодіжних організацій, а також українську торгівлю — «кооперативу». У 1941-му на освяченні пам'ятника в честь замордованих у комуністичних тюрмах отець Микола читав вірша:
За правду вішали, стріляли.
За правду в тюрмах нас пекли.
За правду серце виривали.
За правду й Бога розп'яли.
Згодом, після розправи над греко-католицькою церквою, йому пригадають цю «антинародну» поезію.
Чекісти заарештували його відразу після Служби Божої. До цього родина вже була готова. У хаті постійно був зібраний клуночок з речами першої необхідності. Навіки очевидцям тієї події запам'яталася картина: отець Микола клянчить на фірі, яка везе його до в'язниці, і з піднятими до неба руками молиться за село. Намагаючись врятувати свого душпастиря, у Сороці парафіяни зібрали тоді 700 підписів під петицією до влади з проханням відпустити священика. Та це не допомогло. Присуд — 10 років тюрми з конфіскацією майна.
25 травня 1951 року у карному таборі суворого режиму на станції Потьма після загадкової хірургічної операції отець Микола помер.

## Пам'ятки
У центрі села розміщений пам'ятник борцям за волю України, у вигляді зрізаної піраміди, яка завершується хрестом. Пам'ятник будувався у 1941 році і був зруйнований комуністичним режимом в повоєнні роки. Відновлений з ініціативи Сороківського осередку Народного Руху України за кошти мешканців села у 1990 році.
На честь 50-ї роковини бойових дій УПА з військами НКВС, що відбувся в жовтні 1944 року і внаслідок якого село було спалене енкавеесниками, у 1994 році побудований пам'ятний хрест.
Біля церкви розміщений пам'ятний знак братства Тверезості у вигляді хреста на постаменті. На пам'ятнику напис: «Хрест побідив поганство і хрест побідить п'янство». Збудований пам'ятник у 1864 році.
До скупих історичних відомостей додаю письмову згадку про село віднайдену у книзі
Пам'ятний знак «За тверезість», 1874
Щойновиявлена пам'ятка історії. Розташована біля церкви святого Димитрія.
Робота самодіяльних майстрів, виготовлений із металу та каменю (1874 р.).
Розміри: висота хреста — 1,2 м, постамент — 1,65х0,75х0,75.
Пам'ятний знак «За тверезість»
Пам'ятка історії місцевого значення. Розташована біля церкви святого Димитрія.
Робота самодіяльних майстрів (2-га пол. ХІХ ст.).

## Соціальна сфера

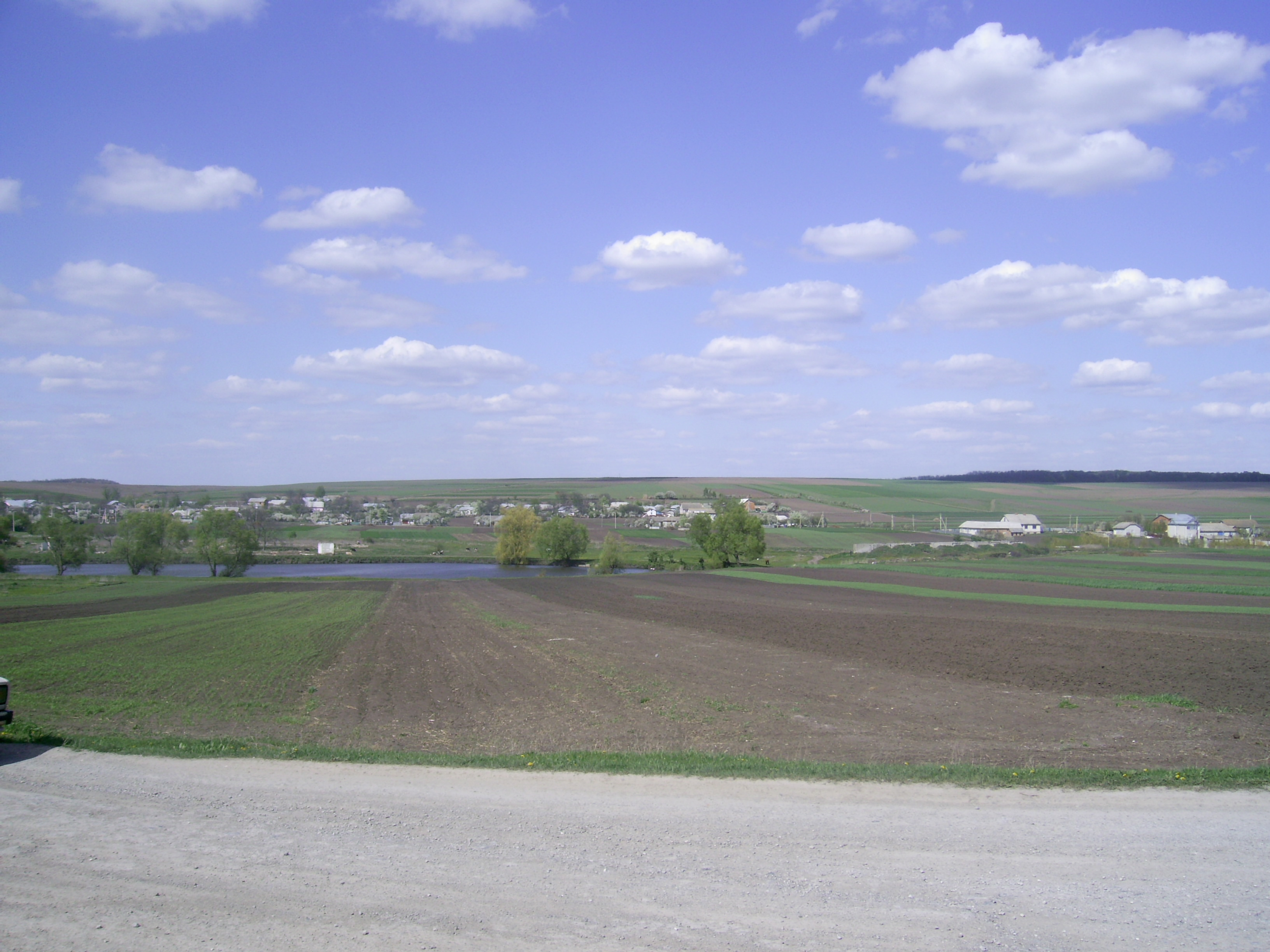
Вид на село Сороку

Пам'ятник борцям за волю України

Пам'ятник братства тверезости

Основний вид діяльності мешканців села — приватне сільськогосподарське виробництво, в основному на невеличких земельних ділянках (паях). Зароджуються невеличкі приватно-орендні господарства: Ольховецький Степан, Маркевич Василь. Окремі мешканці надають платні послуги односельчанам сільськогосподарською технікою, переважно застарілою і малоефективною. Частина Сорочан виїжджає в пошуках роботи за кордон — Польща, Італія, Португалія і інші.
У селі існує загальноосвітня школа І-ІІ ступенів у якій навчається близько 100 учнів. У колишньому будинку Просвіти, побудованому за кошти громадян розміщений сільський клуб та сільська бібліотека.